# (23548) 1994 EF2
1994 إي أف 2 (ويعرف أيضًا باسم (23548) 1994 إي أف 2 وفق تسمية الكوكب الصغير) (بالإنجليزية: 1994 EF2)‏ هو كويكب ضمن حزام الكويكبات؛ وترتيبه 23548 من حيث الاكتشاف.
اكتُشف هذا الجُرم الفلكي بواسطة كينيث جاي لورانس في 11 مارس 1994.

## وصلات خارجية
- (23548) 1994 EF2 في قاعدة بيانات مختبر الدفع النفاث لأجرام النظام الشمسي الصغيرة

- الاكتشاف · مخطط المدار ·  العناصر المدارية · المعلمات المادية

- (23548) 1994 EF2 على موقع ويكي سكاي: DSS2, SDSS, GALEX, IRAS, Hydrogen α, X-Ray, Astrophoto, Sky Map, Articles and images